# Point d'arrêt (mécanique des fluides)
En mécanique des fluides, un point d’arrêt (ou point de stagnation) est un point de l’écoulement d'un fluide sur un corps où la vitesse locale des particules du fluide est amenée à zéro du fait des symétries. Ce point d'arrêt fait face à l'écoulement et on peut le voir, pour un corps  3D, comme le point où s'écrasent les particules qui n'ont pu contourner le corps ni par le haut ni par le bas, ni par la gauche ni par la droite. Pour un corps 2D comme une aile, on peut voir le point d'arrêt comme le point où s'écrasent les particules qui ne passent ni au-dessus du corps ni au-dessous.
Sur l'image ci-dessous (celle d'un corps de révolution hémisphéro-cylindrique) on peut observer l'évolution des coefficients de pression {\displaystyle C_{p}} (représentés en ordonnées et en fuchsia) au long de l'axe de révolution du corps : à l'approche du corps les particules se déplaçant sur cet axe sont peu à peu freinées jusqu'à la vitesse nulle (au point d'arrêt) de sorte qu'en application du Théorème de Bernoulli le coefficient de pression locale {\displaystyle C_{p}} passe de {\displaystyle \approx 0} (loin du corps) à l'unité au point d'arrêt (vitesse nulle).

## Le point d'arrêt
En aérodynamique le corps n'existe qu'au travers des conditions qu'il impose à l'écoulement. Le point d'arrêt est donc un point de l'écoulement et non du corps. Il correspond à une singularité liée aux symétries qui peuvent être de deux types :
- une symétrie de révolution (par exemple liée à un objet sphérique) qui entraîne la présence d'un point singulier au voisinage de l'intersection du corps et de l'axe de symétrie : le point d'arrêt ;
- une symétrie plane (par exemple un cylindre infini perpendiculaire à l'écoulement) qui entraîne la présence d'une ligne singulière : la ligne d'arrêt. Dans ce cas la représentation du problème dans un plan fait que la ligne se réduit à un point et l'on parle abusivement de « point d'arrêt ».

Dans le cas de deux plans de symétrie perpendiculaires (par exemple un ellipsoïde) chaque plan génère une ligne de singularité de la composante de l'écoulement qui lui est perpendiculaire ; l'intersection des deux lignes constitue le point d'arrêt. Tout corps régulier peut être représenté localement par un ellipsoïde (plutôt que par le plan tangent, les courbures jouant un rôle en aérodynamique).
Le plan est une géométrie qui entraîne les effets précédents :
- ligne d'arrêt pour un écoulement en incidence (un seul plan de symétrie) ;
- point d'arrêt pour un écoulement normal au plan (axe de symétrie).

Le point d'arrêt est un point à vitesse nulle. En effet :
- la symétrie du problème (liée aux symétries de l'objet) impose la symétrie de la solution (de l'écoulement). {\displaystyle \textstyle V(x,z=0)=V(-x,z=0)}, {\displaystyle \textstyle z=0} définissant la ligne d'arrêt (normale, suivant le problème, à la droite tangente ou au plan tangent à la surface au point d'arrêt) et {\displaystyle \textstyle x=0} (ou {\displaystyle \textstyle r=0}) définissant le point d'arrêt. Donc {\displaystyle \textstyle V(x=0+,z=0)=-V(x=0-,z=0)}, {\displaystyle \textstyle 0+} et {\displaystyle \textstyle 0-} désignant le voisinage mathématique de 0 ;
- la continuité (conservation de la masse) impose la dérivabilité de {\displaystyle \textstyle V(x,z)} en tout point (on exclut les ondes de choc) et en particulier V est continue en {\displaystyle \textstyle (0,0)}.

{\displaystyle \textstyle V} est une fonction continue symétrique autour de l'origine : elle est donc nulle en 0.
{\displaystyle \textstyle V=0} au point d'arrêt est donc la conséquence de la symétrie, dans le cadre des équations (Navier-Stokes ou Euler) qui imposent la continuité de V. On remarque que ceci n'impose pas la continuité de sa dérivée, ce qui est effectivement le cas de tous les écoulements de point d'arrêt qui ont une accélération non nulle. C'est la raison pour laquelle le plan n'est pas une bonne approximation locale d'une surface en aérodynamique.

## Pression au point d'arrêt (oupression d'arrêt)
Au point d'arrêt, la vitesse du fluide est nulle et toute l'énergie cinétique de ce fluide est transformée en énergie de pression de façon isentropique.
L’application du théorème de Bernoulli indique que la pression statique est la plus forte lorsque la vitesse est nulle. Dans le cas d’un écoulement incompressible, cela signifie que le coefficient de pression {\displaystyle C_{p}} au point d’arrêt est égal à {\displaystyle 1}.
En effet, pour les gaz, la variante adimensionnelle de l’équation de Bernoulli s’écrit :
{\displaystyle C_{p}=1-C_{v}^{2}}
Cp étant le coefficient de pression et Cv étant le coefficient de vitesse.
Par définition, le coefficient de vitesse Cv vaut :
{\displaystyle C_{v}={\frac {v}{v_{\infty }}}}, {\displaystyle v} étant la vitesse locale et {\displaystyle v_{\infty }} la vitesse à l’infini loin du corps.
Lorsque l’on pose {\displaystyle v=0} (donc {\displaystyle C_{v}=0}) dans cette équation, on observe que {\displaystyle C_{p}=1}.
Par définition, le coefficient de pression {\displaystyle C_{p}} au point de stagnation est donné par : 
{\displaystyle C_{p}={p-p_{\infty } \over q_{\infty }}}
où :
{\displaystyle p} est la pression statique au point où la mesure est effectuée ;
{\displaystyle p_{\infty }} est la pression statique loin du corps testé ;
{\displaystyle q_{\infty }} est la pression dynamique loin du corps testé.
c’est-à-dire :
{\displaystyle C_{p}={p-p_{\infty } \over \textstyle {\frac {1}{2}}\rho _{\infty }v_{\infty }^{2}}}
donc pour {\displaystyle C_{p}=1}, la pression locale {\displaystyle p} vaut {\displaystyle \textstyle {\frac {1}{2}}\rho _{\infty }v_{\infty }^{2}+p_{\infty }}
Le coefficient de pression au point d’arrêt égale 1.
Cela signifie qu'au point d’arrêt, la pression statique locale (nommée Pression d'arrêt) vaut la somme de la pression statique à l’infini (pression ambiante ou atmosphérique) et de la pression dynamique {\displaystyle \textstyle {\frac {1}{2}}\rho _{\infty }v_{\infty }^{2}}.
La pression dynamique est ainsi nommée parce qu'elle est la surpression due au mouvement relatif du corps par rapport au fluide.
À l'amont de certains corps 2D présentés en travers d'un écoulement de fluide on constate l'existence d'une ligne d'arrêt de {\displaystyle C_{p}} unitaires.
La galerie d'images ci-dessous montre la distribution des coefficients de pression sur un certain nombre de corps. L'écoulement sur tous ces corps venant de la gauche, on doit rechercher le {\displaystyle C_{p}} au point d'arrêt à l’extrême gauche des courbes du {\displaystyle C_{p}}.
Les mécaniciens des fluides sont tellement conscients que le {\displaystyle C_{p}} au point d'arrêt est unitaire qu'ils ne le dessinent pas toujours (comme sur la courbe rouge de la deuxième image) :

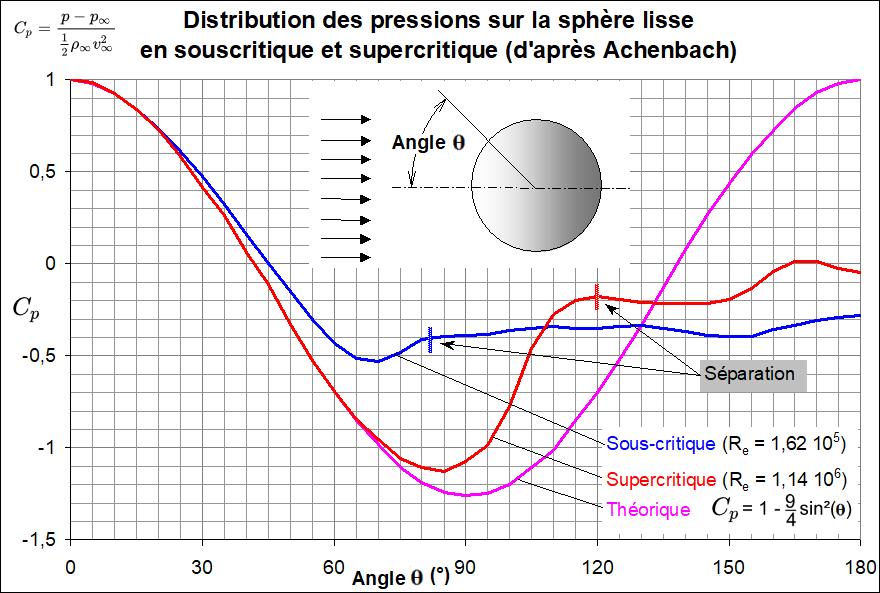
Distribution des pressions (Cp) sur la sphère à plusieurs nombres de Reynolds, d'après Achenbach.
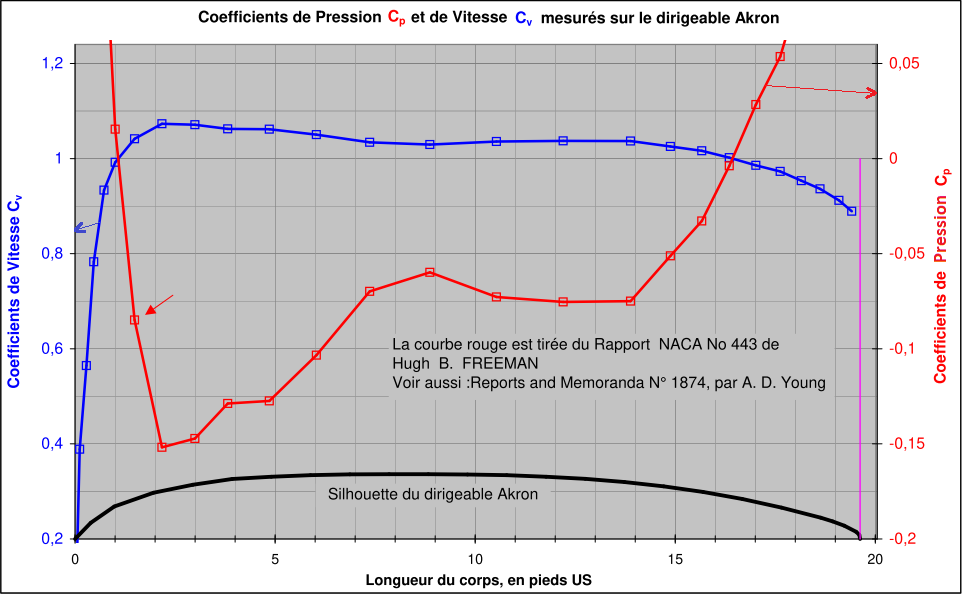
Distribution des {\displaystyle C_{p}etC_{v}} autour du dirigeable Akron.
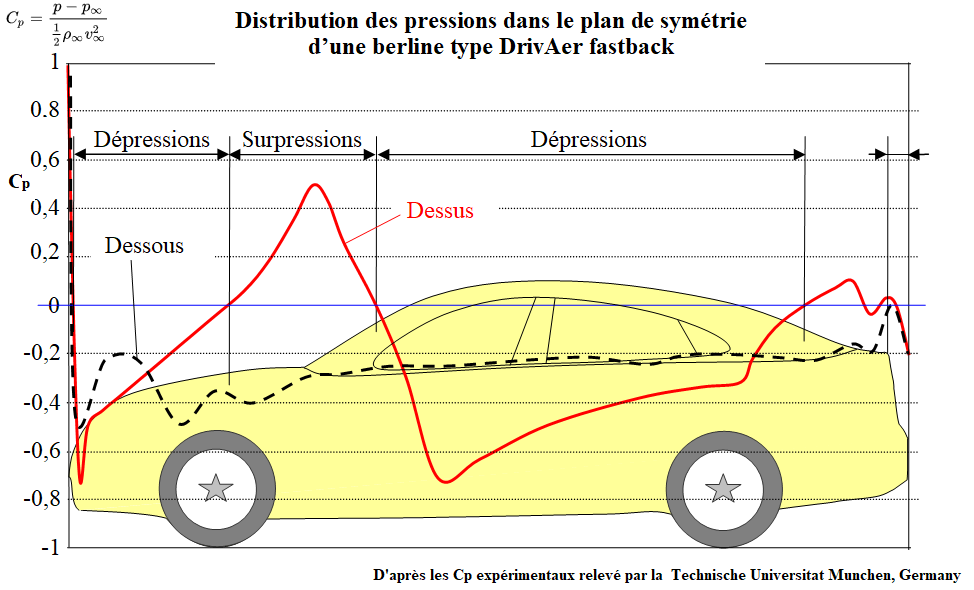
Distribution des {\displaystyle C_{p}} dans le plan de symétrie d'un berline routière DrivAer Fastback.
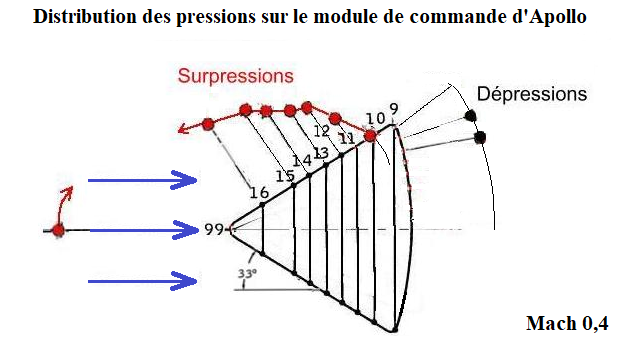
Distribution des pressions sur le cône d'Apollo (module de commande) à l'incidence zéro.

### Limitation de la loi la valeur de la pression dynamique au point d'arrêt
- Dépendance du nombre de Reynolds :

Pour les très faibles nombres de Reynolds (Reynolds basé sur le diamètre du corps, par exemple, pour un corps de révolution) une pression visqueuse doit être ajouté à la pression due à l'inertie, ce qui donne à la pression au point d'arrêt une valeur de l'ordre de {\displaystyle 1+{\frac {3}{R_{e}}}}, ce {\displaystyle R_{e}} étant basé sur le diamètre du corps.
Au-dessus du Reynolds 3000, par contre, (Reynolds toujours basé sur le diamètre du corps) la Pression dynamique au point d'arrêt est bien {\displaystyle \textstyle {\frac {1}{2}}\rho _{\infty }v_{\infty }^{2}}.
- Dépendance du nombre de Mach :

Par raison de simplification, dans beaucoup de calculs subsoniques l’air est considéré comme incompressible, mais il est évidemment compressible. Pour l’air au niveau de la mer aux faibles valeurs de Mach, l’erreur relative sur le {\displaystyle C_{p}} est assimilable à {\displaystyle \textstyle {\frac {1}{4}}M_{a}^{2}}. On peut donc mémoriser que dès {\displaystyle M_{a}0,2}, l’erreur sur le {\displaystyle C_{p}} est de 1 %,.